# Ajinoam Nini
Achinoam Nini (hebreo, אֲחִינֹעַם נִינִי pronunciado Ajinoam Nini), conocida por su nombre artístico Noa (Tel Aviv, 23 de junio de 1969), es una cantante israelí. Tiene raíces judías yemenitas.

## Biografía
Cuando tenía dos años, su padre (ingeniero químico) y su madre (psicóloga infantil) emigraron a Nueva York, Estados Unidos para finalizar su formación. Con 8 años ya empezaba a componer sus primeras melodías y cuando tenía 17 decidió dejar la Escuela de Artes Interpretativas de Nueva York para trasladarse a Israel, donde meses atrás había conocido a Asher Barak, médico pediatra, su actual marido y padre de sus tres hijos. Cumplió con el servicio militar obligatorio israelí, en un grupo musical militar cuyo público fueron soldados en servicio. A continuación, estudió en la Escuela Rimón de Jazz y Música Contemporánea, lugar en donde conoció, en 1990, al guitarrista y compositor Gil Dor, su compañero musical.

### Influencias
Las influencias más fuertes para Noa provienen de los cantantes y cantautores de los años 60, como Paul Simon, Joni Mitchell y Leonard Cohen. Esas sensibilidades musicales y líricas, combinadas con las raíces yemeníes de Noa y la fuerte base cultural de Gil Dor en el mundo del jazz, la música clásica y el rock han creado un sonido único en la música de Noa & Gil Dor, que se encuentran en los cientos de canciones compuestas e interpretadas juntos. Noa toca la percusión, la guitarra y el piano. Juntos, editaron en 1991 su primer álbum, cantado en hebreo y en vivo, de un estilo pop/jazz. En 1993 apareció su segundo álbum, una colección de poemas de poetisas israelíes cantados que la hizo muy conocida en Israel.

### Dúos y colaboraciones
Noa ha compartido gira y escenario con la estrella del rock Sting, ha cantado su canción "Child of man" con Stevie Wonder para un especial de la televisión CBS en los Estados Unidos, y ha compartido escenario y micrófono con muchos grandes artistas entre los que destacan Carlos Santana, Sheryl Crow, George Benson, Johnny Clegg, Zucchero, Peter Maffay, Pino Daniele, Rita Marcotulli, Massimo Ranieri, Carlo Fava, Florent Pagny, Jean-Jacques Goldman, Khaled, Amine, Lokua Kanza, Lara Fabian, Jorge Drexler, Joan Manuel Serrat, Miguel Bosé, Donovan, Maurane, Eric Serra, Pascal Obispo, Patrick Bruel, Mike Manieri, Al Di Meola, Joaquín Sabina, Bustan Avraham, Pasión Vega.
Noa participó en el disco antológico Os amores libres (2002), de Carlos Núñez. La pieza en cuestión se titula A lavandeira da noite, junto a Vicente Amigo.
En el verano de 2017 emprende una gira de conciertos por España junto a la cantante española Pasión Vega que se estrenó con un concierto en el Festival Jardines de Pedralbes de Barcelona el 10 de junio de 2017, y en el que contaron con la participación como invitado de Joan Manuel Serrat.

### El grupo
Noa y Gil han tenido diferentes tipos de formación desde sus primeras actuaciones como dúo acústico. Su más larga relación musical es la que mantienen con el extraordinario percusionista Zohar Fresco. Los tres han tocado en cientos de conciertos en todo el mundo. Recientemente Noa & Gil han añadido al maravilloso Solis String Quartet a sus actuaciones en directo. El encuentro entre el trío israelí y el cuarteto napolitano ha aportado una nueva dimensión a la música de Noa y Gil.[cita requerida]

### Actuaciones estelares
Noa ha cantado en el Carnegie Hall y el Avery Fisher Hall en Nueva York, en el teatro Olympia de París, en el Coliseo de Roma, en el Barbican de Londres, en el Zellerbach Auditorium de San Francisco, en el Ravinia Festival de Chicago, en los festivales suizos Montreaux Jazz Festival y Paleo Music festival, en el Palacio de la Música Catalana en Barcelona, en el North Sea Jazz Festival y el Carre Auditorium en Holanda y el Water Festival de Estocolmo, así como en sus numerosas y exitosas giras en los mejores recintos y festivales a lo largo de Europa, Estados Unidos,  Argentina Canadá, Brasil, Uruguay y Japón.
Noa fue la primera artista israelí formalmente invitada a actuar en Marruecos.[cita requerida] Su aparición en el Festival de Música Sagrada de Fez fue motivo de un especial de 15 minutos en el famoso programa musical World Beat de la CNN.
- En 1994 Noa cantó su versión del "Ave Maria" ante 100 000 personas y una audiencia televisiva de millones de personas en el acto final del "Año de la familia" en la Ciudad del Vaticano, ante la atenta mirada del Papa Juan Pablo II. Noa también actuó en el año del Jubileo de 2000 ante el Papa y más de 500 000 espectadores en Roma, junto a Alanis Morissette, Lou Reed, Gérard Depardieu, Dave Stewart y Andrea Bocelli. Tras esas actuaciones, Noa fue invitada a participar en dos de los Conciertos de Navidad que se celebraron en la Ciudad del Vaticano, compartiendo escenario con artistas como Dionne Warwick, Mick Hucknell, The Corrs, Lionel Richie o Deedee Bridgewater.[cita requerida] Cuando el Papa Juan Pablo II falleció, Noa fue invitada en Roma a cantar en el programa de homenaje a su memoria que realizó la más importante Televisión Italiana.
- Noa y Gil han actuado en diversas ocasiones con la Israel Philharmonic Orchestra. Grabaron juntos un álbum durante una actuación en el Auditorio Mann de Tel Aviv en 1997 y en enero de 1998 actuaron ante 20 000 personas en el Phildelphia Corestates Arena con la Orquesta Filarmónica de Israel y la Filadelfia Philharmonic dirigidos por Zubin Mehta. A lo largo de los años sus proyectos sinfónicos se han multiplicado, incluyendo conciertos con las Orquestas Sinfónicas de Lille, Messina, Parma, Murcia. Todas esas actuaciones estuvieron dirigidas por Ilan Mochiach, que también se ha encargado de los arreglos para orquesta de las canciones de Noa y Gil.
- En septiembre de 2003 Noa interpretó la cantata vocal titulada "L'isola della Luce" (en la misma isla griega de Delos) escrita por Nicola Piovani especialmente para su voz. El trabajo era un encargo supervisado por el Comité Cultural de las Olimpiadas de Atenas 2004.
- El 1 de mayo de 2004, Noa & Gil, junto al aclamado grupo israelí "Mayumana", dieron una actuación excepcional en el intermedio del partido final de la Euroliga de basket, retransmitido para millones de personas en todo el mundo.
- Desde el 27 de febrero al 5 de marzo de 2006 Noa tomó parte en el prestigioso Festival de San Remo, en Italia, como competidora. El programa fue visto por más de 20 millones de espectadores en Italia y en todo el mundo. Su canción, un discorso in generale, un tema escrito por Carlo Fava e interpretado con él y con The Solis String Quartet, recibió el prestigioso y lucrativo Premio de la Crítica por un unánime del jurado.
- Concursó en el Festival de la Canción de Eurovisión 2009 en Moscú representando a Israel junto con la árabe israelí Mira Awad con el tema "There must be another way (Einaich)", alegato en favor de la paz. La canción fue elegida por el público israelí. La letra del tema era en hebreo, árabe e inglés. Superaron la semifinal y obtuvieron el puesto 16 en la Gran Final.

### Cantando por la paz / La conexión Humana
Noa y Gil han colaborado frecuentemente con artistas árabes y palestinos de todo el mundo, incluyendo Khaled de Argelia, Nabil Salameh del Líbano, Handallah de Nablus, Rim Banna de Nazareth, Amal Murkus de Kfar Yasif, y Mira Awad de Kfar Raameh. Estas colaboraciones han permitido al dúo expresar, musicalmente, su creencia en el poder de la comunicación y el diálogo como formas de promover la paz y el entendimiento.
- El 4 de noviembre de 1995, Noa estaba en el escenario actuando para más de 50 000 personas en el histórico concierto por la paz en Tel Aviv unos minutos antes de que el desaparecido Isaac Rabin fuese asesinado.
- En marzo de 1999 Noa cantó para el presidente Clinton en la Casa Blanca en un evento organizado por la Yitzhak Rabin Foundation honrando al fallecido primer ministro en su 77 cumpleaños.
- También fue invitada a cantar en Oslo en el acto de aniversario de los Acuerdos de Paz firmados en esa ciudad, ante un público entre los que se encontraban el presidente Clinton, Ehud Barak, Yasser Arafat y el Rey de Noruega.
- En febrero de 1999 Noa recibió el galardón "Crystal Award" entregado por el "World Economic Forum" en Davos, Suiza, donde ha actuado junto a artistas palestinos y ha participado en numerosos debates relacionados con la paz en Oriente Medio y el papel del arte y los artistas en la posible solución del conflicto. En 2001 Noa fue invitada de nuevo a participar en el World Economic Forum en Nueva York, donde tuvo el honor de actuar en una gala especial producida por Phil Ramone y Quincy Jones, en la que participaron entre otros Bono, Peter Gabriel, Lauryn Hill, India Arie. En este concierto especial Noa cantó la inmortal "Imagine" de John Lennon junto al cantante argelino Khaled en hebreo, inglés y árabe.
- En el año 2000, el alcalde de Melpignano galardonó a Noa y a Nabil Salameh, cantante libanés miembro del grupo "RadioDervish", ciudadana de honor por sus actividades en favor de la paz. Dos años después, Nabil dedicó uno de los álbumes de su grupo al hijo de Noa, Ayehli.
- En mayo de 2002, Noa tomó parte del primer concierto en la historia que tuvo lugar en el interior del Coliseo de Roma bajo el título "Time for Life- A Tribute for Peace". El evento, en el que actuaron Ray Charles, Mercedes Sosa, Khaled, Nicola Piovani, y varios artistas de Afganistán, Sarajevo, Belgrado, África e Irlanda.
- El 16 de octubre de 2003 Noa fue nombrada Embajadora de Buena Voluntad de la FAO (La Organización para la Agricultura y Alimentación de las Naciones Unidas). En una ceremonia que tuvo lugar en Roma, Noa se unió a otras celebridades como Roberto Baggio, Dee Dee Bridgewater, Debbie Ferguson, Gilberto Gil, Gina Lollobrigida, Yousou N'Dour, Khaled y Dionne Warwick.
- En mayo de 2004 Noa actuó en "We Are the Future": una maratón para recaudar fondos para proyectos de ayuda a niños en áreas de conflicto. El concierto, producido por Quincy Jones y amparado por el alcalde de Roma Walter Veltroni, incluía la participación de estrellas de primer orden como Oprah Winfrey, Angelina Jolie, Chris Tucker, Naomi Campbell y Serena Williams, Patti Austin, Carlos Santana, Alicia Keys, Andrea Bocelli, Carmen Consoli, Josh Groban, Herbie Hancock, Stomp, Take 6, Angelique Kidjo entre otros.
- El 3 de abril de 2005 Noa se convirtió en la primera mujer que recibe la Medalla de Oro de la Orden "Galileo Galilei" por parte de Masonería Italiana.
- El 2 de julio de 2005 Noa forma parte del grupo de estrellas que actúan en el concierto organizado por Bono y Sir Bob Geldorf bajo el nombre "Live 8" frente a miles de personas que abarrotaban el Circo Massimo de Roma y a millones de espectadores de todo el mundo.
- El 7 de agosto Noa recibió el prestigioso premio "Gemona Seminar" por su excelencia artística y su contribución a la paz y al entendimiento. En septiembre de 2005 actuó en el Forum Ambrosetti que tuvo lugar en Villa d'Este, Como, Italia, ante distinguidos participantes como Shimon Peres, Saeb Arekat y Amer Mussa.
- El 11 de septiembre de 2009 Noa canta en la Diada de Catalunya en Barcelona, causando protestas y boicots por parte de la plataforma Aturem la Guerra entre otras.

### Cantando para el cine y el teatro
En 1998, Noa grabó el papel de Esmeralda en francés para la banda sonora original del que es multi disco de platino "Notre Dame de Paris". Su canción 'Babel', escrita en inglés, francés y hebreo como tema para la película del mismo nombre dirigida por Gerard Pullicino alcanzó las cuotas más altas en las listas de éxito de Francia ese mismo año. 
Noa colaboró con el compositor francés Eric Serra en dos canciones para el cine: 'The Experience of Love' de la cinta de James Bond 'Goldeneye', y la canción 'My Heart Calling' de la cinta de Luc Besson "Joan of Arc". 
En el año 2000 Noa y Gil recibieron el encargo de escribir la letra de la canción de Nicola Piovani incluida en la banda sonora original de la cinta de Roberto Benigni (ganadora de un Oscar): "Life Is Beautiful". La canción, que se publicó en el álbum de Noa "Blue Touches Blue", se ha convertido en un enorme éxito.

### Embajadora de Buena Voluntad de la FAO
La Organización de las Naciones Unidas para la Agricultura y la Alimentación (FAO), conduce las actividades internacionales encaminadas a erradicar el hambre. La FAO se fundó el 16 de octubre de 1945 en la ciudad de Quebec, Canadá. El Programa de Embajadores de buena voluntad de la FAO se inició en 2003. En el 16 de octubre de 2003, Noa fue nombrada Embajadora de Buena Voluntad de la Organización de las Naciones Unidas para la Agricultura y la Alimentación (FAO).

## Discografía
A lo largo de los más de 15 años de su carrera juntos, Gil y Noa han escrito y producido 4 aclamados y exitosos álbumes en Israel: "Achinoam Nini and Gil Dor Live", "Achinoam Nini and Gil Dor" (también conocido como "Rachel and Leah") y “Achinoam Nini". 
Sus cuatro álbumes internacionales son "Noa" (producido por Pat Metheny), "Calling" (producido por Rupert Hine) para Geffen Records, "Blue Touches Blue" (producido por Mike Hedges) para Mercury Records y "Now" (producido por Gil Dor & Yoad Nevo) para Universal Music. Además, Noa ha grabado un álbum en directo con la Israel Philharmonic Orchestra, y un Cd y DVD en directo con The Solis String Quartet. También se han editado algunas recopilaciones de sus éxitos.

### Álbumes internacionales
- Noa (marzo de 1994)
- Calling (mayo de 1996)
- Blue Touches Blue (marzo de 2000)
- Now (septiembre de 2002)
- Genes & Jeans (abril de 2008)
- Love Medicine (2015)
- Letters to Bach (2019)

### Álbumes israelíes
- Achinoam Nini and Gil Dor (septiembre de 1993)
- Achinoam Nini (abril de 1997)
- Achinoam Nini & the Israel Philharmonic Orchestra (abril de 1998)
- Napoli-Tel Aviv (septiembre de 2006)
- The Israeli Songbook (marzo de 2011)

### Álbumes en directo
- Achinoam Nini and Gil Dor Live (julio de 1991)
- Noa Live (octubre de 2005)

### Recopilaciones y otros álbumes
- First Collection (marzo de 2001)
- Noa Gold (octubre de 2003)
- There Must Be Another Way - con Mira Awad (mayo de 2009)
- Noapolis - Noa Sings Napoli (febrero de 2011)